# Ewerby and Evedon
Ewerby and Evedon är en civil parish i Storbritannien.   Den ligger i grevskapet Lincolnshire och riksdelen England, i den sydöstra delen av landet, 170 km norr om huvudstaden London.